# Resolutie 1857 Veiligheidsraad Verenigde Naties
Resolutie 1857 van de Veiligheidsraad van de Verenigde Naties werd unaniem door de VN-Veiligheidsraad aangenomen op 22 december 2008.

## Achtergrond
In 1994 braken in de Democratische Republiek Congo etnische onlusten uit die onder meer werden veroorzaakt door de vluchtelingenstroom uit de buurlanden Rwanda en Burundi. In 1997 beëindigden rebellen de lange dictatuur van Mobutu en werd Kabila de nieuwe president. In 1998 escaleerde de burgeroorlog toen andere rebellen Kabila probeerden te verjagen. Zij zagen zich gesteund door Rwanda en Oeganda. Toen hij in 2001 omkwam bij een mislukte staatsgreep werd hij opgevolgd door zijn zoon. Onder buitenlandse druk werd afgesproken verkiezingen te houden die plaatsvonden in 2006 en gewonnen werden door Kabila. Intussen zijn nog steeds rebellen actief in het oosten van Congo en blijft de situatie er gespannen.

## Inhoud

### Waarnemingen
De Veiligheidsraad bleef bezorgd om de gewapende groepen en milities in Noord-Kivu, Zuid-Kivu en Ituri die de hele streek onveilig maakten. Ook werd de illegale wapenstroom naar die streek nog eens veroordeeld. Congo en de andere landen in de regio moesten zorgen dat de gewapende groepen geen steun ontvingen.

### Handelingen
De Veiligheidsraad verlengde het met 1807 opgelegde wapenembargo, maatregelen tegen transport, financiële sancties en reisbeperkingen tot 30 november 2009. Deze golden tegen leiders van gewapende groepen en milities, zij die kindsoldaten ronselden, geweld pleegden tegen vrouwen en kinderen, humanitaire hulp hinderden of de gewapende groepen steunden. Ook het 1533-Comité dat een lijst van dergelijke personen en entiteiten bijhield werd verlengd. Verder werd ook de groep van experts die toezag op deze maatregelen verlengd tot 30 november 2009. Die groep werd gevraagd zich te richten op de provincies Noord- en Zuid-Kivu en Ituri.

## Verwante resoluties
- Resolutie 1843 Veiligheidsraad Verenigde Naties
- Resolutie 1856 Veiligheidsraad Verenigde Naties
- Resolutie 1896 Veiligheidsraad Verenigde Naties (2009)
- Resolutie 1906 Veiligheidsraad Verenigde Naties (2009)

Lijst ·  1795 ·  1796 ·  1797 ·  1798 ·  1799 ·  1800 ·  1801 ·  1802 ·  1803 ·  1804 ·  1805 ·  1806 ·  1807 ·  1808 ·  1809 ·  1810 ·  1811 ·  1812 ·  1813 ·  1814 ·  1815 ·  1816 ·  1817 ·  1818 ·  1819 ·  1820 ·  1821 ·  1822 ·  1823 ·  1824 ·  1825 ·  1826 ·  1827 ·  1828 ·  1829 ·  1830 ·  1831 ·  1832 ·  1833 ·  1834 ·  1835 ·  1836 ·  1837 ·  1838 ·  1839 ·  1840 ·  1841 ·  1842 ·  1843 ·  1844 ·  1845 ·  1846 ·  1847 ·  1848 ·  1849 ·  1850 ·  1851 ·  1852 ·  1853 ·  1854 ·  1855 ·  1856 ·  1857 ·  1858 ·  1859